# Posluchov
Posluchov – wieś, część gminy Hlubočky, położona w kraju ołomunieckim, w powiecie Ołomuniec, w Czechach.